# Dinnington St. John's
Dinnington St. John's är en civil parish i Rotherham i Storbritannien. Den ligger i grevskapet South Yorkshire och riksdelen England, i den sydöstra delen av landet, 220 km norr om huvudstaden London.